# Vannie Bockarie
Vannie Bockarie (ur. 18 stycznia 1975) – sierraleoński piłkarz grający na pozycji obrońcy. W swojej karierze rozegrał 1 mecz w reprezentacji Sierra Leone.

## Kariera klubowa
W swojej karierze piłkarskiej Bockarie grał w klubie Kamboi Eagles FC.

## Kariera reprezentacyjna
W reprezentacji Sierra Leone Bockarie zadebiutował 17 sierpnia 1997 w wygranym 2:0 meczu eliminacji do MŚ 1998 z Ghaną, rozegranym w Obuasi. Był to jego jedyny mecz w kadrze narodowej. Wcześniej, w 1994 roku, został powołany do kadry na Puchar Narodów Afryki 1994. Nie rozegrał na nim żadnego spotkania.